# 志発島

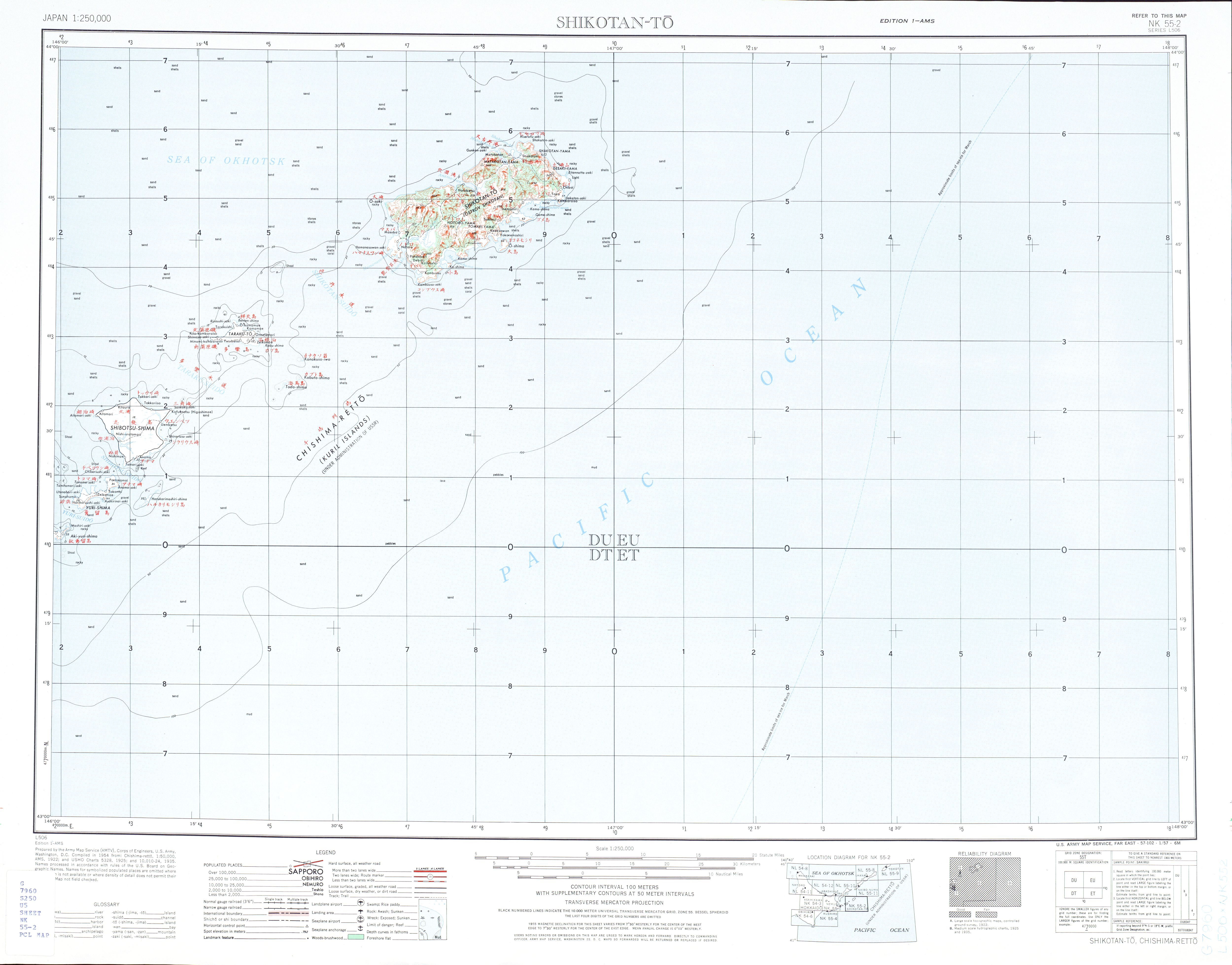
昭和29年の色丹島・歯舞群島（多楽島・海馬島・志発島・春苅茂尻島・勇留島・秋勇留島）

志発島（しぼつとう）は、歯舞群島を構成する島の一つで、同群島の中で最大の面積を有する。いわゆる北方領土の一部である。第二次世界大戦前の人口は2,149名。ロシア語名はゼリョーヌイ島、
Зелёный (Малая Курильская гряда)

「緑の島」を意味する。
納沙布岬に建立された望郷の塔の展望台から水晶島の彼方にその姿を確認することが可能である。近海には、昆布など豊富な水産資源がある。
地名の由来は、アイヌ語の「シペ・オッ（鮭・群在する所）」から。また、島の北東部と南西部には、鮭が豊漁だったことを意味する名前の河川がある。
戦前の地図では「塩津島」という表記も見られる。

## 歴史
江戸時代には無人島で、「島内は中央を除いて樹木はほとんどない。周囲は10里余りで、南東は砂浜、北東は沼がある。」と記録されている。また、1799年（寛政11年）にネモロ（根室）とアッケシ（厚岸）両場所のアイヌが立会い、アッケシ側の漁場となった。
1945年にソ連軍が侵攻・占領し、現在もソ連から引き続きロシア連邦の占領・実効支配下にある。しかし、日本も領有権を主張しており、第二次大戦前は歯舞村に属したが、1959年に根室市に編入されている。
1969年、ソビエト側からの許可を得て日本から墓参団が出発。戦後初めて西浦泊に上陸。
定住人口はないが夏になると昆布採取のためロシア漁民が季節移住し、季節営業の食堂も開かれる。
当該地域の領有権に関する詳細は千島列島及び北方領土の項目を、現状に関してはサハリン州を参照。